# Grb Bjelovara
Grb Grada Bjelovara, povijesni je grb u obliku srebrnog, bijelog štita. Na zelenom brijegu s tri smeđa panja bijela četverouglasta utvrda s kruništem, puškarnicama i otvorenim oblim vratima pred kojima slijeva stoji serežan s puškom. Na utvrdi zgrada s puškarnicama i prozorima crveno natkrivena.
Grb se nalazi na sredini zastave Grada Bjelovara koja je bijele boje i zaprema 2/5 zastave.
Ideja o bijeloj utvrdi na brežuljku na bjelovarskom grbu, potječe od Josipa Hohnjeca 1885. godine, koji je tada bio profesor crtanja na Velikoj kraljevskoj gimnaziji u Bjelovaru.

## Galerija
- Zastava Grada Bjelovara

## Vanjske poveznice
- Grb i zastava Grada Bjelovara